# Вахта

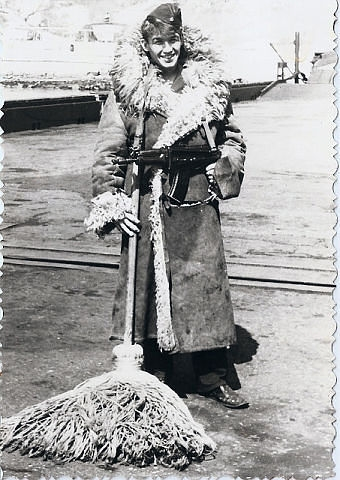
Верхний вахтенный советской подводной лодки К-211 «Петропавловск-Камчатский»

Ва́хта (заимствовано в XVII веке через пол. wachta, от нем. Wacht — «стража», от суф. производного wachen — «сторожить, бодрствовать»; фр. quart; англ. watch) — морской термин, многозначное понятие, которое может обозначать:
1. Особый вид круглосуточного дежурства на кораблях или судах, требующий непрерывной бдительности и неотлучного пребывания на посту, обеспечивающий управление кораблём или судном и выполнение задач по предназначению, для несения которого на определённые посты на несколько часов в сутки выводится часть личного состава (также вахтенная служба, судовая или корабельная вахта).
2. Основная форма выполнения служебных обязанностей на судах гражданского флота.
3. Часть экипажа корабля или судна (как правило, половина или треть), представляющая собой специальное подразделение для несения вахтенной службы.
4. Промежуток времени, в течение которого одна вахтенная смена выполняет свои обязанности (несёт вахтенную службу).
Вахта на корабле делится на общекорабельную и специальную. Специальную вахту несут на командных пунктах и боевых постах (в боевых частях и службах), которые обеспечивают управление кораблём, наблюдение и применение оружия.
Также термин «вахта» может применяться по отношению к дежурству на различных объектах, требующих круглосуточного наблюдения или выполнения каких-либо работ, например, можно применить термин к дежурству на котельной центрального отопления.

## Виды
Существуют несколько видов вахт:
- Иногда используют (шведскую) систему из пяти вахт (00:00—04:00, 04:00—08:00, 08:00—13:00, 13:00—19:00, 19:00—24:00).
- Малый экипаж делят пополам на пять (российских[13]) вахт (12:00—18:00, 18:00—24:00, 00:00—04:00, 04:00—08:00, 08:00—12:00) — наименее удачный вариант.
- Более рациональное деление экипажа, — классические (голландские) вахты, производят делением на шесть вахт, которые позволяют одной из трёх вахт выспаться на протяжении восьми часов (00:00—04:00, 04:00—08:00, 08:00—12:00, 12:00—16:00, 16:00—20:00, 20:00—24:00).
- Делением на семь (английских) вахт добиваются того, что трудную (послеполуночную) вахту стоят по очереди (00:00—04:00, 04:00—08:00, 08:00—12:00, 12:00—16:00, 16:00—18:00, 18:00—20:00, 20:00—24:00).
- Если количество членов экипажа — нечётное, то используют скользящий график из двенадцати вахт (00:00—02:00, 02:00—04:00, 04:00—06:00, 06:00—08:00, 08:00—10:00, 10:00—12:00, 12:00—14:00, 14:00—16:00, 16:00—18:00, 18:00—20:00, 20:00—22:00, 22:00—24:00).

## Английский флот
До конца XVIII века сутки на кораблях были разделены на восьмичасовые смены. Считается, что первым этот порядок изменил Джеймс Кук, который разделил команду своего корабля на две равные части и ввёл четырёхчасовые вахты (см. склянки). При необходимости выполнять какой-либо сложный манёвр, связанный, например, с уборкой или постановкой парусов, на палубу вызывалась подвахтенная (отдыхающая) смена. В таком случае первая вахта работала на правом борту судна, а вторая — на левом. Ночные вахты — «первая» (с 20:00 до 0:00), «средняя» (с 0:00 до 4:00), «утренняя» (с 4:00 до 8:00). При этом получалось, что одна из смен ночью работала на палубе восемь часов, а вторая — только четыре, при этом и днём после дежурства матросы первой вахты до темноты работали со всеми. Поэтому стали делить сутки не на шесть частей, а на семь, вахту с 16:00 до 20:00 разделили на две двухчасовые полувахты, благодаря чему каждую ночь часы смены сдвигались. Британцы называли двухчасовые полувахты «вахтой с обрезанным хвостом». Со временем в других странах стали вводить такой же порядок, однако система с полувахтами прижилась не везде.

## Российский флот
Для несения вахты офицеры расписывались на три и не более чем на пять вахт, а команда на четыре отделения. Обыкновенное распределение вахт в сутках — с 24:00 до 4:00, с 4:00 до 8:00, с 8:00 до полудня, с полудня до 18:00 и с 18:00 до полуночи; часы смен были наиболее удобны для жизни экипажа, и так как вахту несли посменно четыре отделения, то каждые сутки для одних и тех же людей часы вахт менялись. При пяти офицерах промежуток времени от полудня до полуночи разбивался на три вахты, поэтому ежедневно офицер стоял на вахте разные часы. Стоящий на вахте (правящий вахту) офицер назывался вахтенным начальником, он отвечал за порядок и безопасность корабля и не имел права сходить с верхней палубы, а во время хода корабля — с мостика. Вахтенный начальник должен был посылать вниз (в подпалубные помещения) подчинённого ему вахтенного офицера или же начальника вахтенного отделения. На корабле не могло происходить ничего существенного без разрешения или ведома вахтенного начальника, который подчинён только командиру и старшему офицеру; распоряжаясь лично, он докладывал о происходящем на корабле и вне корабля своим начальникам. В Российском императорском флоте вахтенными начальниками назначались лейтенанты, а вахтенными офицерами обычно — мичманы. Быть отставленным от вахты для офицера являлось тяжёлым наказанием.
Вахтенное отделение команды разводилось для несения службы по всему кораблю и находилось в распоряжении офицеров, стоящих на вахте. Отделение команды, отстоявшее предыдущую вахту, называется подвахтенным и в случае нужды его вызывали в помощь вахтенному. Машинная команда разводилась на вахту отдельно от строевой, она находилось в подчинении вахтенного механика. Все приказания вахтенного начальника передавались вахтенным унтер-офицером, сопровождаясь особым свистком (дудкой), значащим, что приказание идёт с вахты; на обязанности вахтенных лежала проверка исполнения переданных приказаний.
В другом значении слова вахта означало в русском флоте половину команды, то есть первая вахта есть первое и третье отделения, вторая же — второе и четвёртое. Соответственно этому разделению нечётные отделения размещались на правой стороне корабля, а чётные на левой; все судовые расписания команды составлялись, придерживаясь того же деления. В крайних случаях, обусловленных работой или опасностью, вахта неслась командой повахтенно, то есть наверху находилась половина всех начальников. При авральных работах, когда вызывается наверх вся команда, вахтенный начальник сменялся старшим офицером. Термин «боевая вахта» относился к машинной команде, находящейся в машине и кочегарных отделениях во время боя; она комплектовалась лучшими людьми по своим специальностям; остальная же машинная команда шла согласно боевому расписанию на пополнение строевых нижних чинов у opyдий, торпедных (минных) аппаратов и подачу боеприпасов.

### Собачья вахта
«Собачья вахта», или просто «собака» — вахта с 0:00 до 04:00. Обычно её несёт второй штурман. Считается самой тяжёлой, так как вахтенному приходится бороться со сном в это время суток.
Не следует путать этот термин с английским dog watch — вахтой с 16:00 до 20:00. В английском флоте «собачья вахта» — полувахта с 16 до 18 часов и с 18 до 20 (полувахты были введены для того, чтобы одно и то же лицо не стояло вахту в одно и то же время). В русском флоте были переняты традиции голландского, где «собачьей» зовётся именно первая послеполуночная вахта.
Распорядок дня на кораблях, начиная с петровских времён, был таким: подъём в 6:00, с 12:00 до 13:00 — обед и адмиральский час. Отбой в 23:00. После «собаки» выспаться вахтенным в течение суток не получалось, так как выполнять все корабельные работы и присутствовать на молебнах подвахтенные должны были наравне со всем экипажем, то есть с 6:00 до 23:00 — напряжённые работы с часовым перерывом. Поэтому борьба со сном была не только с 0:00 до 04:00, а в течение всех суток. Однако это только при стоянке корабля в порту. В море распорядок дня был несколько иной и вахте всё-таки предоставлялось время для сна, но присутствие на молебнах не отменялось.